# Medal jubileuszowy „60-lecia wyzwolenia Ukrainy spod okupacji faszystowskiej”
Medal jubileuszowy „60-lecia wyzwolenia Ukrainy spod okupacji faszystowskiej” (ukr. Ювілейна медаль «60 років визволення України від фашистських загарбників») – ukraińskie odznaczenie państwowe.

## Historia
Odznaczenie zostało ustanowione dekretem Prezydenta Ukrainy nr 1095/2004 z dnia 17 września 2004 roku dla uczczenia 60. rocznicy wyzwolenia Ukrainy spod okupacji faszystowskiej. 

## Zasady nadawania
Odznaczenie było nadawane uczestnikom Wielkiej Wojny Ojczyźnianej w latach 1941–1945; obywatelom Ukrainy, jak również cudzoziemcom uczestniczącym w walkach przeciwko faszystowskim okupantom Ukrainy.

## Opis odznaki
Odznaka medalu wykonana jest z mosiądzu i ma kształt koła o średnicy 32 mm.
Na awersie po prawej stronie znajduje się rysunek żołnierza-wyzwoliciela witanego przez kobietę z kwiatami, na tle pomnika Bohdana Chmielnickiego w Kijowie i salutu zwycięstwa. Po lewej stronie rysunek Soboru Sofijskiego w Kijowie, a poniżej daty 1944–2004. 
Na rewersie znajduje się napis w języku ukraińskim 60 РОКІВ ВИЗВОЛЕННЯ УКРАЇНИ ВІД ФАШИСТСЬКИХ ЗАГАРБНИКІВ (pol. „60-lecie wyzwolenia Ukrainy spod faszystowskiej okupacji”), z którego prawej strony umieszczono gałązkę laurową owiniętą szarfą w barwach wstęgi św. Jerzego. 
Medal zawieszony jest na pięciokątnej zawieszce obciągniętej wstążką o szerokości 24 mm, głównie koloru malinowego. Po prawej stronie wstążki znajdują się dwa paski: niebieski i żółty o szer. 2 mm (barwy flagi Ukrainy), a po lewej kolejno pasek czarny, pomarańczowy i czarny, każdy o szer. 2 mm (kolory wstęgi św. Jerzego).